# Mamaia-Sat, Constanța
Mamaia-Sat este o localitate componentă a orașului Năvodari din județul Constanța, Dobrogea, România. A fost demolată integral în primăvara anului 1989, în contextul programului de sistematizare urbană al regimului comunist din România. Ulterior, după anul 1990, redevine localitate componentă a orașului Năvodari. Dezvoltată inițial ca un cartier rezidențial, aceasta a devenit o zonă turistică în care predomină spații de cazare, pensiuni private, precum și campinguri cu ieșire directă pe plajă și spre cluburi.